# Pflaumenwickler

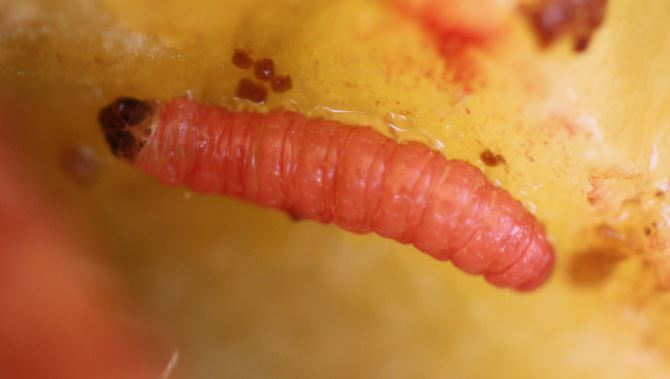
Raupe

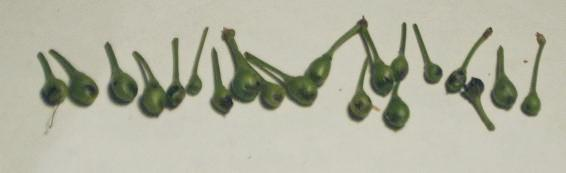
Vom Pflaumenwickler befallene Früchte (etwa eine Woche nach der Blüte)

Der Pflaumenwickler (Grapholita funebrana, Syn.: Cydia funebrana) ist ein Schmetterling (Nachtfalter) aus der Familie der Wickler (Tortricidae). Die Art gilt im Obstbau als Schädling. Gelegentlich wird auch die Wicklerart Hedya pruniana als Pflaumenwickler (oder Pflaumenknospenwickler) bezeichnet.

## Merkmale

### Falter
Die Falter haben eine Flügelspannweite von 12 bis 15 Millimetern. Ihre gestreckt dreieckigen Vorderflügel sind basal schmal und haben einen gebogenen Vorderrand. Sie sind dunkel graubraun gefärbt, im Saumfeld jedoch heller, bräunlich- bis aschgrau gefärbt. Entlang des Flügelvorderrandes verlaufen bereits ab der Basis dunkle, schwarzbraune Schräghäkchen und feinere Strichel, die ab der Flügelmitte in kräftigere Häkchen übergehen. Dazwischen sind die Flügel dunkelgrau, seltener zur Spitze hin weißlich und fein geteilt. Nach dem ersten Viertel des Flügelvorderrandes ist ein Schrägstrichel zu einer quer über den Flügel verlaufenden, zweifach flach eingebogenen dunklen Linie ausgezogen, die zunehmend dicker wird. Dahinter befindet sich am Flügelinnenrand häufig ein breiter, viereckiger, weißgrauer Fleck, der bis zur Flügelfalte reicht und der durch eine mittlere dickere und zwei feinere Linien geteilt ist. Nicht selten ist der helle Fleck allerdings nur wenig deutlich entwickelt. Ein kräftiges dunkles Häkchen etwa in der Mitte des Flügelvorderrandes verbreitert sich zu einem dunkelbraunen, recht steilen Schrägband, das Saumwärts scharf und etwas zackig begrenzt, zur Flügelbasis hin verwaschen ist. Dorsal ist es breit dreieckig verdunkelt. Am Flügelaußenrand ist kein heller Spiegel ausgebildet, dort befindet sich aber eine Schrägreihe mit feinen schwarzen Punkten auf grauem Grund. Der Flügelaußenrand ist gelblich-graubraun gesäumt, mit feiner schwarzer Teilungslinie zwischen Saum und Flügel.
Die eher trapezförmigen Hinterflügel haben einen spitzen Apex mit darunter flach eingezogenem Saum. Sie sind braungrau und haben einen blassen bräunlich, nach außen etwas dunkler gefärbten Saum mit braungrauer Teilungslinie. Der Kopf und der Thorax der Falter sind dunkel graubraun, ihr Hinterleib ist bräunlichgrau.
Die Falter sind in ihrer Färbung nur wenig variabel. Bei manchen Exemplaren ist das Grau der Beschuppung der Vorderflügel stärker ausgeprägt. Ein Sexualdimorphismus, also Unterschiede zwischen Männchen und Weibchen, sind nicht ausgeprägt.

### Raupen
Die Raupen sind karminrot gefärbt und haben einen dunkelbraunen Kopf. Ihr Nacken- und Analschild ist bräunlich.

## Vorkommen
Die Art ist in der Paläarktis verbreitet und häufig. Sie besiedelt Wälder, Gärten und Obstgärten.

## Lebensweise
Die Imagines treten von April bis September auf und fliegen abends und nachts. Die Weibchen legen ihre Eier auf der unteren Seite der Früchte ab. Die Raupen bohren sich nach dem Schlupf rasch direkt in die Frucht ein und ernähren sich von deren Inneren.
Die Raupen treten in zwei Generationen im Juni und Juli, zunächst in den Herztrieben ihrer Nahrungspflanzen, sowie im August und September, in den Früchten der Pflanzen auf. Man findet sie an Aprikose (Prunus armeniaca), Sauerkirsche (Prunus cerasus), Gewöhnlicher Traubenkirsche (Prunus padus), Birnen (Pyrus) sowie weiteren Rosengewächsen (Rosaceae), wie etwa der Pflaume (Prunus domestica). Die Raupen der ersten Generation lassen sich mit den vorzeitig von den Bäumen abgestoßenen Früchten zu Boden fallen, die zweite Generation lässt sich ebenfalls mit den Früchten zu Boden fallen, oder seilt sich mit einem Seidenfaden ab. Die Verpuppung erfolgt in einem Gespinst das von den Raupen im Moos an den Baumstämmen oder zwischen abgefallenen Rindenstücken oder auch faulem Holz am Boden angelegt wird. Darin findet auch die Überwinterung der zweiten Generation statt.

## Schadwirkung und Bekämpfung
An der Bohrlochöffnung befallener Pflaumen sitzt oft ein farbloses Harztröpfchen. Befallene Früchte werden vorzeitig notreif und fallen früh ab. Bei Pflaumen kann dies bei üppiger Erntemenge auch zu einer positiven Ausdünnung des Behangs führen. Das Absammeln abgefallener Früchte reduziert den Befallsdruck im Folgejahr, falls die Raupen die Frucht noch nicht verlassen haben. Die Falter lassen sich durch Pheromonfallen ab April/Mai nachweisen und auch bekämpfen. Zur biologischen Bekämpfung werden Erzwespen der Art Trichogramma cacaeciae verkauft, die je nach Pflaumensorte zwei bis drei Mal im Jahr ausgesetzt werden müssen.